# Jagel (Lanz)
Jagel – część gminy Lanz, w Niemczech, w kraju związkowym Brandenburgia, w powiecie Prignitz, około 600 metrów od brzegów Łaby.